# 3065 Сарагілл
3065 Сарагілл (3065 Sarahill) — астероїд головного поясу, відкритий 8 лютого 1984 року.
Тіссеранів параметр щодо Юпітера — 3,353.